# Бромелиецветные
Бромелиецветные (лат. Bromeliales) — порядок однодольных растений в некоторых ранних системах ботанической классификации с одним семейством бромелиевые (Bromeliaceae Juss.). В современной классификации APG IV как самостоятельный не выделяется.

## Биологическое писание
Сходно с таковым для семейства бромелиевые.

## Ареал
Сходно с таковым для семейства бромелиевые.

## Систематическое положение
Большинство ботаников (особенно западных) не признают порядок, относя семейство бромелиевые (Bromeliaceae Juss.) к порядку злакоцветных. Порядок присутствует, например, в системах А. Л. Тахтаджяна и А. Д. Кронквиста.